# Gothic II: The Night of the Raven
Gothic II: The Night of the Raven (germană: Die Nacht Des Raben), deseori abreviat NotR, este addon-ul al jocului video, german, de rol, Gothic II. Addon-ul se concentreză asupra lărgirii poveștii deja prezentate în jocul original, Gothic II, adăugând o lume nouă, numită Jharkendar, noi atribute, obiecte și arme. 
La prima sa lansare din 2003 jocul era disponibil exclusiv în limba germană, varianta în engleză fiind lansată doar în 2005, ca parte a pachetului Gothic II Gold.

## Gameplay
Addon-ul nu aduce multe schimbări foarte importante în gameplay, totuși o adiție majoră poate fi poate fi observată în termeni de dificultate. Acest lucru fiind cerut de către comunitate, producătorul a rebalansat dificultatea întregului joc, făcându-l mai greu.

Acestă creștere în dificultate este făcută prin introducerea unor animale noi și mai puternice, reducerea numărului de poțiuni, și plante speciale ce pot fi găsite în joc, scumpirea obiectelor și atributelor și reducerea efectului poțiunilor permanente.
O altă adiție adusă în termeni de gameplay reprezintă adăugarea unor noi atribute, și a unor obiectelor speciale. Jucătorul are acum posibilitatea de a învăța limba poporului străvechi ce a trăit în noul introdus oraș, Jharkendar, dând posibilitatea de a putea citi așa-numitele Stone Tablets (Table de Piatră). Acestea pot fi găsite de-a lungul întregii insule Khoriniene, și au proprietatea de a mări atributele jucătorului.
Night of the Raven de asemenea introduce un alt atribut, și anume Acrobatics (Acrobații). Spre deosebire de Gothic, acest atribut este dobândit când se ajunge la 90 puncte de dexteritate, nefiind posibil să fie învățat prin alte metode. Acrobatics de asemenea nu este prezent în Gothic II.

## Sinopsis

### Intriga
Versiunea extinsă a poveștii din jocul original, Gothic II, spusă de către addon, introduce o nouă lume, numită Jharkendar. Situat în nord-estul Khorinisului, Jharkendar este prezentat ca un străvechi, antic oraș. Jocătorul îi ajută pe Water Mages (Magii Apei), de asemenea prezenți în Gothic, dar care lipseau în Gothic II, să deschidă un portal, găsit într-un vechi templu din Khorinis.
După ce reușește să deschidă portalul către orașul străvechi, Jharkendar, eroul află despre pericolele ce pândesc insula. Cu ajotorul piraților (de asemenea o nouă ghildă introdusă de către addon), eroul reușește să-l înfângă pe Raven (un personaj vechi din primul Gothic, care de asemenea nu a fost prezent în a doua parte a seriei). După înfângerea lui Raven, el recuperează Beliar's Claw (Gheara lui Beliar), un artefact străvechi. 
În continuarea poveștii, eroul se confruntă cu aceeași desfășurare a evenimentelor întâlnită și în jocul original.

### Lumea nouă

Canionul din nord-vestul Jharkendarului.

Pe lângă lumea deja existentă în Gothic II, addon-ul aduce un nou teritoriu, numit Jharkendar. Lumea nouă, este împărțită pe zone diferite, fiecare prezentând un tip diferit de climat. Câteva temple, aparținând poporului străvechi, pot fi văzute de-a lungul Jharkendarului. 
În nord-estul insulei, în vecinătatea taberei piraților, se află un canion, în timp ce în partea estică, se poate găsi o mlaștină, loc în care a fost stabilită o tabără de către bandiți. 
Așa-numita House of Scholars (Casa Înțelepților) poate fi găsită în canion, iar în mlaștină, în tabăra bandiților, poate fi găsit Temple of Adanos (Templul lui Adanos), cunoscut de asemenea și ca House of Warriors (Casa Războinicilor).
În sudul insulei, o mare porțiune de teren este ocupată  de munți care separă Jharkendar de Khorinis, și restul insulei.